# Michel Raymond (homme politique)
Pour les articles homonymes, voir Michel Raymond et Raymond.
 (décembre 2020).
Si vous disposez d'ouvrages ou d'articles de référence ou si vous connaissez des sites web de qualité traitant du thème abordé ici, merci de compléter l'article en donnant les références utiles à sa vérifiabilité et en les liant à la section « Notes et références ».
Michel Raymond, né le 11 juin 1951 à Digoin (Saône-et-Loire), est un homme politique français.

## Résultats électoraux

### Élections législatives
| Année | Parti | Parti | Circonscription      | 1er tour | 1er tour | 1er tour |
| Année | Parti | Parti | Circonscription      | Voix     | %        | Rang     |
| ----- | ----- | ----- | -------------------- | -------- | -------- | -------- |
| 2002  |       | CPNT  | 4e de Saône-et-Loire | 706      | 1,9      | 8e       |

## Détail des fonctions et des mandats
Fonction politique
- Secrétaire général de Chasse, pêche, nature et traditions

Mandats locaux
- 1992 - 1998 : Vice-président du Conseil régional de Bourgogne
- 1998 - 2003 : Vice-président du Conseil régional de Bourgogne

Mandat parlementaire
- 20 juillet 1999 - 1er avril 2004 : Député européen

Autres fonctions
- Président de l'Association départementale des chasseurs de gibiers d'eau de Saône-et-Loire
- Vice-président de la Fédération départementale des chasseurs de Saône-et-Loire